# Expédition 31 (ISS)
Insigne de la mission
Équipage de l'expédition 31
Chronologie
Expédition 30 Expédition 32
L’Expédition 31 est le 31e roulement de l'équipage permanent de la Station spatiale internationale (ISS). Elle commence le 27 avril 2012 avec le départ de l'astronef Soyouz TMA-22 de la station pour retourner l'équipage de la 30e expédition sur Terre. L'expédition 31 s'achève le 1er juillet 2012.

## Équipage
| Position           | Première Partie (avril 2012 à mai 2012) | Seconde Partie (mai 2012 à juillet 2012) |
| ------------------ | --------------------------------------- | ---------------------------------------- |
| Commandant         | Oleg Kononenko, RKA 2e vol spatial      | Oleg Kononenko, RKA 2e vol spatial       |
| Ingénieur de vol 1 | André Kuipers, ESA 2e vol spatial       | André Kuipers, ESA 2e vol spatial        |
| Ingénieur de vol 2 | Donald Pettit, NASA 3e vol spatial      | Donald Pettit, NASA 3e vol spatial       |
| Ingénieur de vol 3 |                                         | Joseph M. Acaba, NASA 2e vol spatial     |
| Ingénieur de vol 4 |                                         | Gennady Padalka, RKA 4e vol spatial      |
| Ingénieur de vol 5 |                                         | Sergueï Revine, RKA 1er vol spatial      |

## Déroulement de l'expédition

### Départ du Soyouz TMA-22
L'expédition 31 commence officiellement le 27 avril 2012 à la suite du départ du vaisseau Soyouz TMA-22, qui renvoie sur Terre les astronautes de l'expédition 30 Dan Burbank, Anton Chkaplerov et Anatoli Ivanichine. Les astronautes Kononenko, Kuipers et Pettit prennent le commandement de la station, ceux-ci étant arrivées à bord du Soyouz TMA-03M le 23 décembre 2011.

### Amarrage du Soyouz TMA-04M
Les trois derniers membres du 31e roulement arrivent à la station spatiale à bord du Soyouz TMA-04M, lancé le 15 mai 2012, et amarré à la station le 17 mai à 4:36 UTC.

### Vol d'essai du SpaceX Dragon
Le vaisseau cargo spatial SpaceX Dragon effectua la mission COTS-2, vol et amarrage d'essai à l'ISS, lors de l'Expédition 31, dans le cadre du programme Commercial Orbital Transportation Services de la NASA. Il est le premier vol spatial commercial à se rendre à la station spatiale internationale. À la suite d'une série de retards, Dragon a été lancé le 22 mai 2012 et s'est amarré avec succès le 25 mai 2012 après une série de manœuvres orbitales,. Dragon portait environ 544 kg de fret, dont des vivres, des vêtements, un ordinateur portable et 15 expériences d'étudiants,.

### Départ du Soyouz TMA-03M
Soyouz TMA-03M a quitté l'ISS le 1er juillet 2012, avec Kononenko, Kuipers et Pettit. Leur départ marque la fin de l'Expédition 31, et le début de l'Expédition 32.

## Galerie

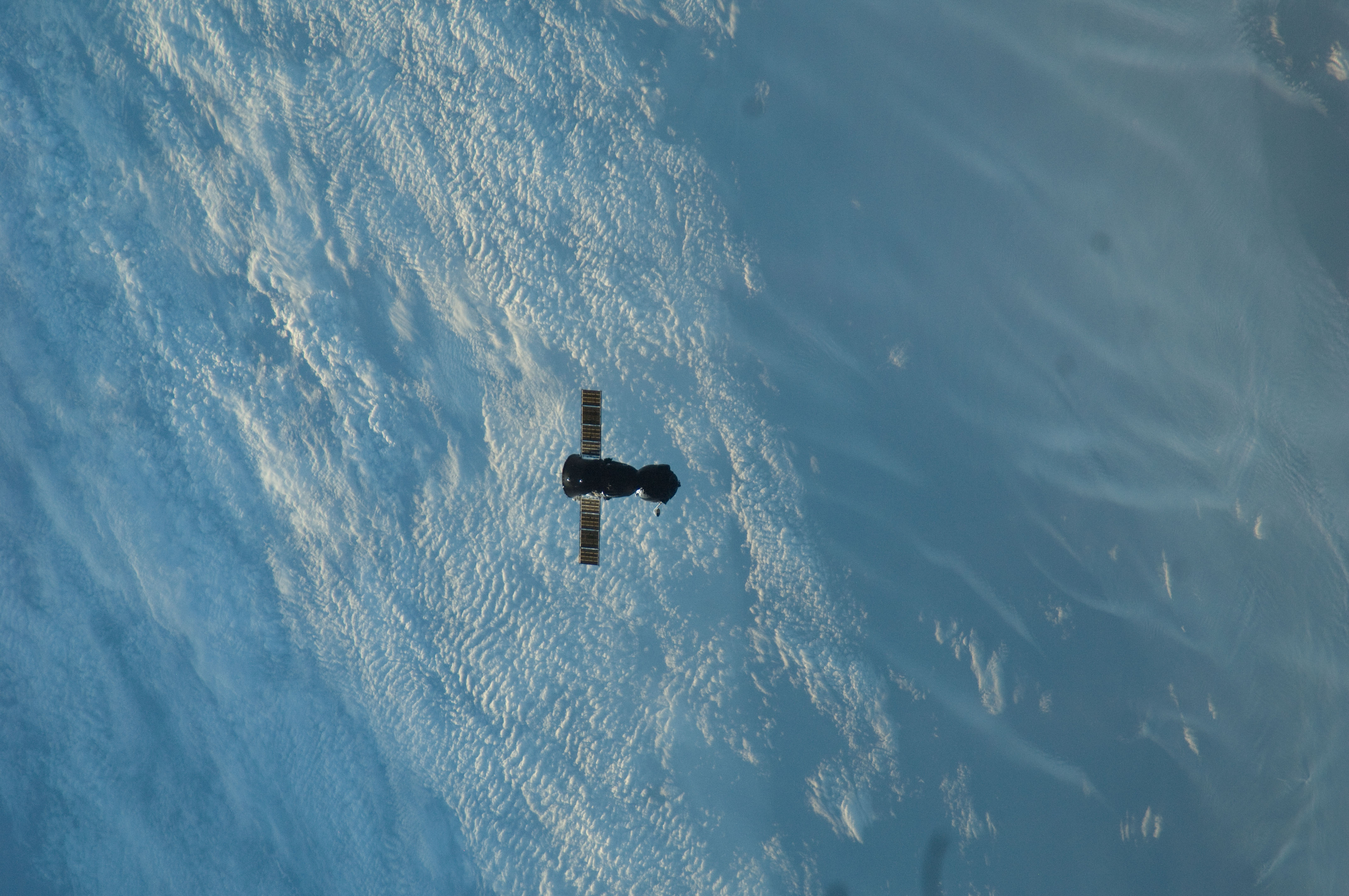
Soyouz TMA-22 quitte l'ISS le 27 avril 2012, marquant le début de l'Expédition 31.
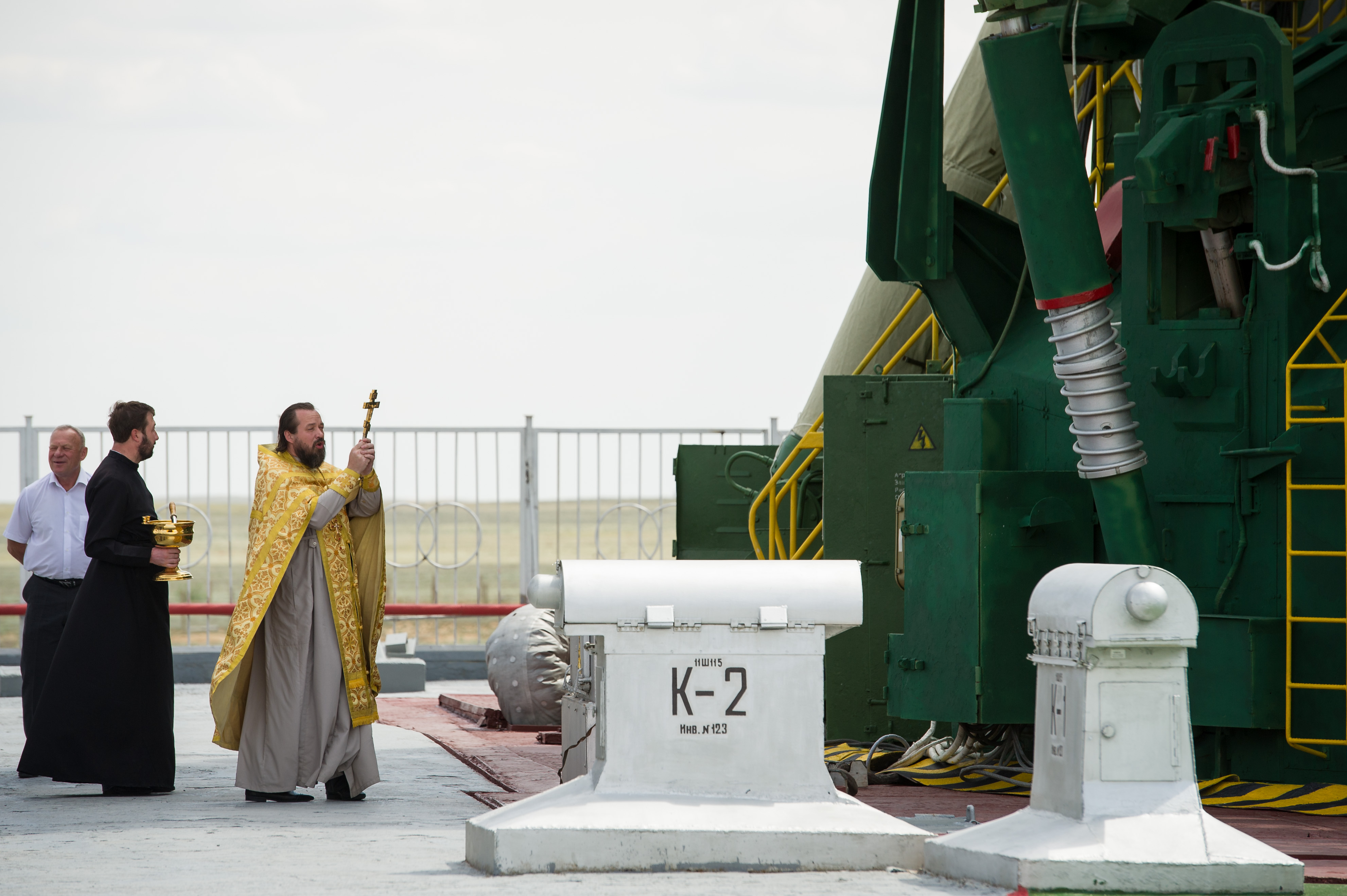
Un prêtre orthodoxe bénit la fusée Soyouz le 14 mai 2012.
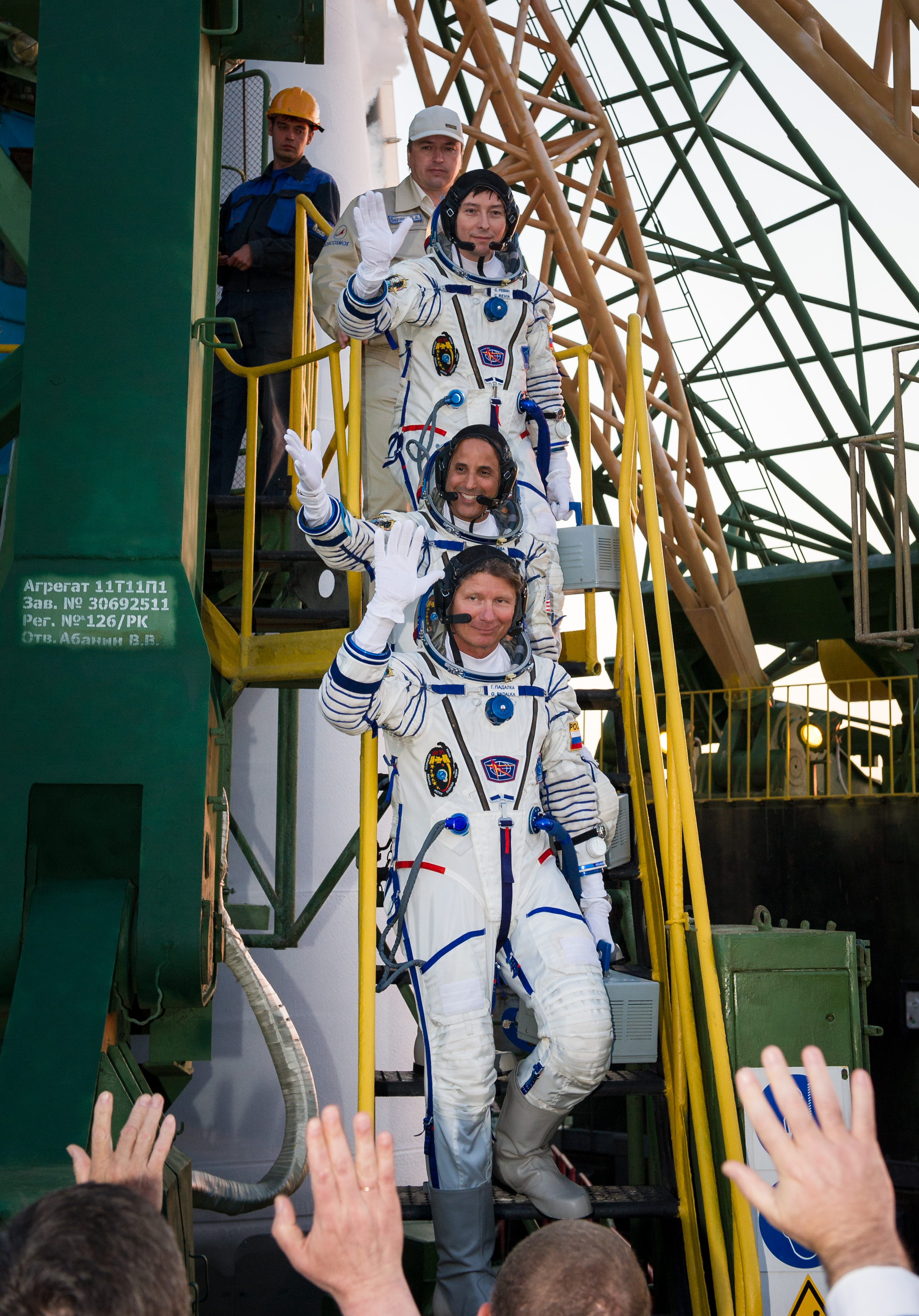
L'équipage de l'Expédition 31 dit au revoir avant le lancement le 15 mai 2012.
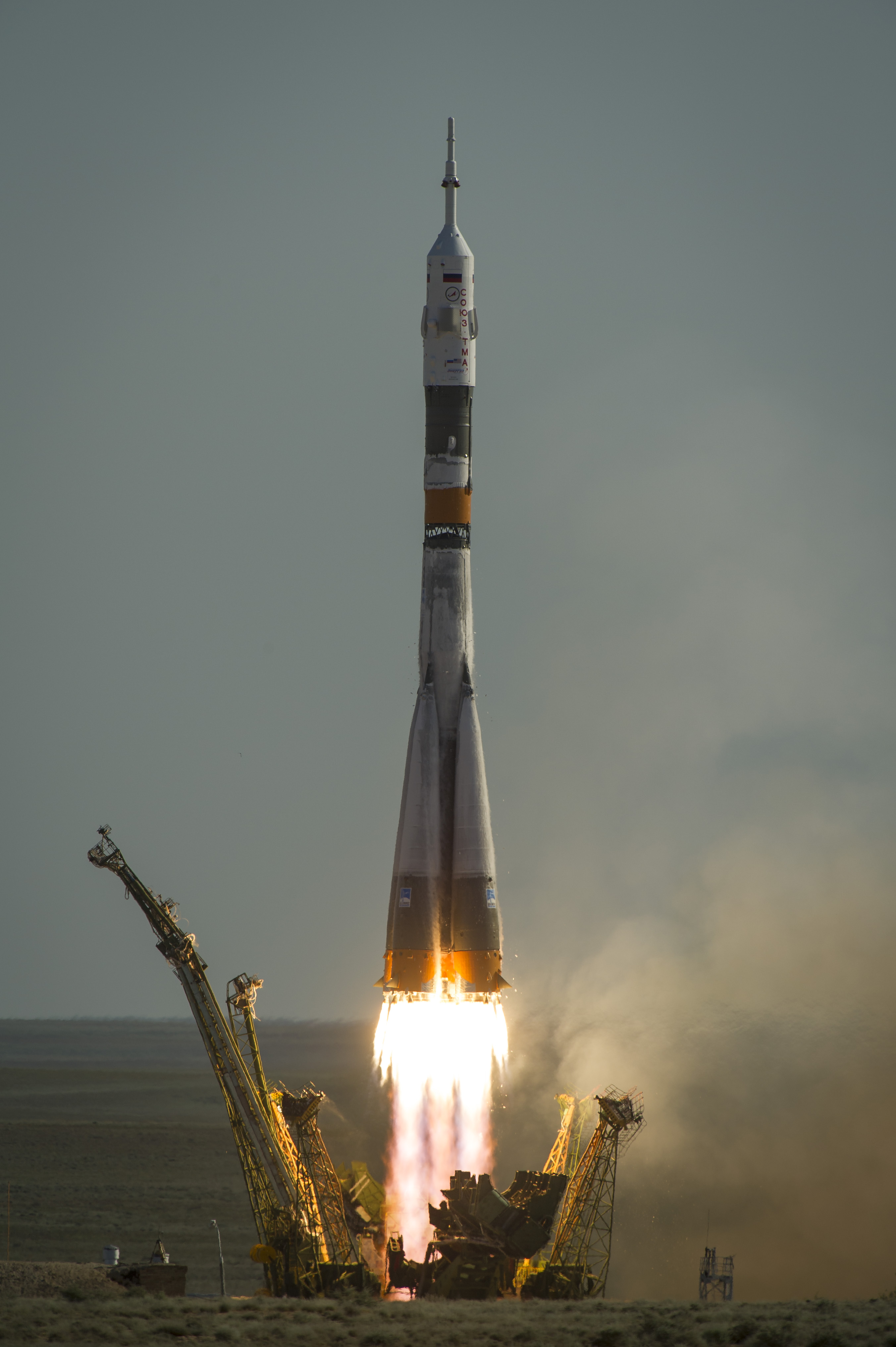
Le lancement de Soyouz TMA-04M, le 15 mai 2012.
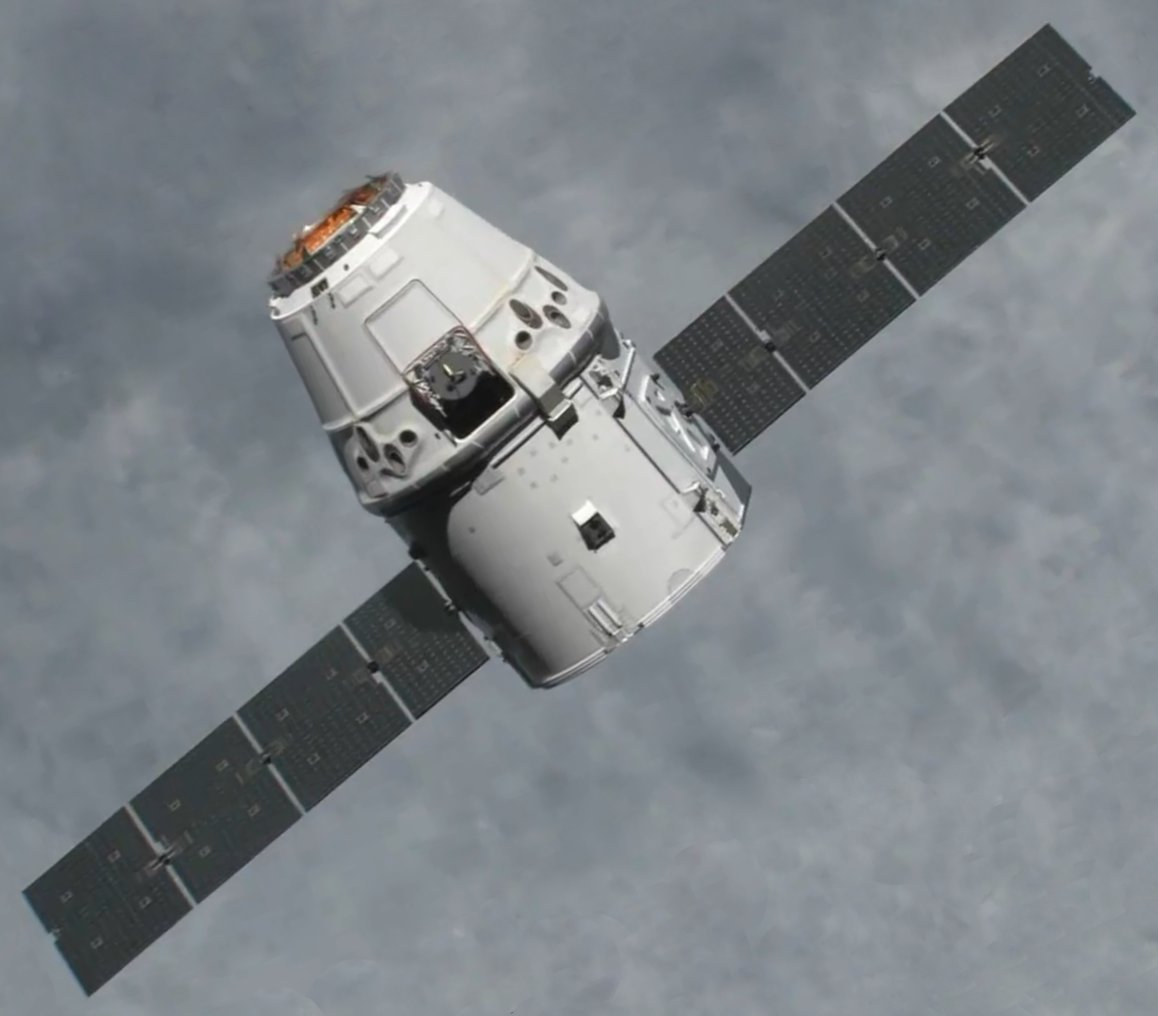
Le vaisseau cargo SpaceX Dragon s'approche de l'ISS le 25 mai 2012.